# Regione indocinese

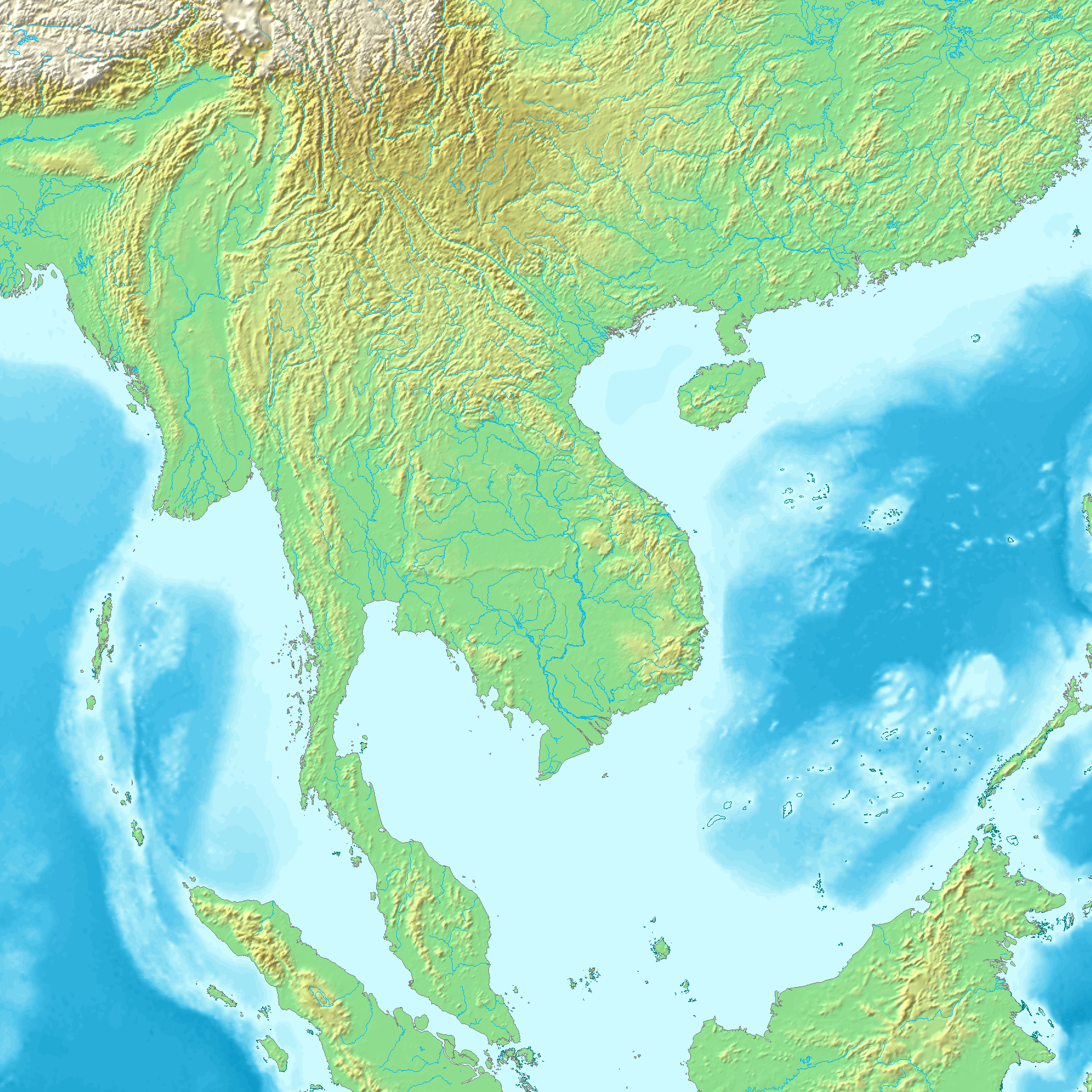
Regione floristica Indocinese

Il termine Indocina era utilizzato in passato per indicare la regione continentale del sud est asiatico, questa è infatti situata geograficamente tra India e Cina. Al giorno d'oggi questo termine si riferisce alla regione biogeografica situata nell'ecozona indomalese e alla regione floristica del regno floristico paleotropicale. 
Questa superficie si estende nella parte continentale-peninsulare del sud-est asiatico; dal sud della Thailandia, attraverso il Laos, il Vietnam, la Cambogia e la Birmania, sviluppandosi fino al sud della Cina, ivi comprese alcune isole situate nell'oceano indiano.
Si discute tuttora per definire se il sud della Cina (compreso anche Taiwan) e le isole situate nel mare delle Andamane (Isole Andamane e isole Nicobare) debbano essere comprese nella regione indocinese o in quelle circostanti. 
Nel sud della Cina ed in Taiwan, esistono delle zone dove sono presenti foreste subtropicali e tropicali con caratteristiche simili alla regione indocinese. Tuttavia questi territori sono sempre più rari dato l'alto tasso di urbanizzazione. Queste zone presentano inoltre delle caratteristiche dell'ecozona paleartica (zone di alta montagna).
Le Isole Andamane e Nicobare condividono molte caratteristiche comuni con la regione indocinese, quali le foreste tropicali e le mangrovie. Date le peculiarità della zona si è piuttosto propensi a pensare che questa faccia parte dell'ecoregione indiana.
A volte la penisola malese viene inserita nella regione indocinese (separandola quindi dalla zona marittima malese) avendo alcune caratteristiche in comune, come il tipo di foreste e il tipo di clima. È confermato però che la penisola faccia parte della regione malese. 

## Geografia
La regione Indocinese confina a sud con la Malaysia. A ovest con il golfo del Bengala e a est con l'oceano pacifico, più precisamente con il golfo del Siam e il Mar cinese meridionale. A nord-ovest con le appendici delle catene montuose Himalayane. A nord-est con gli altipiani cinesi. 
Questa regione è caratterizzata da montagne e altipiani ricoperte di foreste. La struttura geologica è molto complessa nella parte settentrionale, mentre a sud i rilievi sono più regolari. Le catene a nord sono state create dagli stessi eventi geologici che hanno creato l'Himalaya. 
Generalmente questa serie di catene montuose sono parallele tra loro e attraversano la regione quasi senza interruzioni da nord a sud. Le altitudini sono più elevate a nord e decrescono andando verso sud. Nella zona meridionale le montagne sono basse e meno numerose. Questi rilievi creano profonde valli, ancora oggi poco esplorate. Alla base delle montagne nascono le pianure alluvionali.
La regione del nord-ovest dell'Indocina è caratterizzata da varie zone di montagna. A nord della Birmania e nella provincia cinese di Yunnan (montagna di Hengduan) i rilievi sono un continuum delle montagne della regione autonoma del Tibet. La cima più alta raggiunge i 5881 m situata a Hkakabo Razi (in Birmania).
Lungo la costa orientale della regione, è presente la Catena Annamita che si estende per circa 1100 km attraversando Laos, Vietnam e una piccola parte della Cambogia. Il punto più alto della catena è di 2819 m a Phou Bia (Laos). Questa è una delle più rilevanti dal punto di vista della biodiversità (tuttora scarsamente esplorata). 
Sul territorio indocinese sono presenti anche altre catene montuose come i monti Arakan, la catena Pegu Yoma, l'altopiano Shan, la zona collineare del Tenasserim, ecc.
La regione indocinese è attraversata da molti fiumi; molti dei quali nascono dalle montagne situate più a nord. Le montagne dividono i bacini dei grandi fiumi creando delle vaste pianure alluvionali. La separazione naturale creata dai rilievi ha portato a dei problemi di comunicazione tra i popoli indocinesi che abitavano nelle diverse pianure. I fiumi erano e sono dunque le vie principali di comunicazione e di accesso alle città, per questo sono di vitale importanza. Da sempre hanno avuto un ruolo fondamentale per l'economia dei paesi del sud-est asiatico dato che fungono da vie naturali per il traffico con la Cina. 

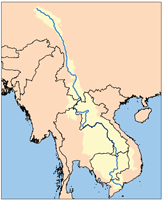
Fiume Mekong

Il fiume più importante è il Mekong, con una lunghezza di 4'880km. La sorgente si situa nell'altopiano del Tibet, attraversa la Cina, la Birmania, la Thailandia, il Laos, la Cambogia per poi sfociare in Vietnam, nella città di Ho Chi Minh. Circa 70 milioni di abitanti vivono nel suo bacino idrografico e usufruiscono della sua acqua (agricoltura, pesca, pescicoltura, produzione di energia idroelettrica, trasporto merci, ecc.).
L'Irrawaddy è un ulteriore importante fiume dal punto di vista commerciale con una lunghezza di circa 2'250 km. Questo nasce in Cina e attraversa tutto la Birmania. 
Nella regione indocinese ci sono altri fiumi di minore rilievo, quali il Saluen, il Saigon, il Chao Phraya, il fiume rosso (anche chiamato Yuan Jiang) e molti altri. 

## Clima
La regione indocinese si trova nell'area climatica tropicale dove il clima è prevalentemente tropicale e monsonico. Nelle regioni più a nord è presente un clima più temperato. È da tenere presente che in alcuni casi le differenze di altitudine, latitudine e la presenza o assenza di catene montuose possono creare delle condizioni particolari (creazione di microclimi).
Nella regione indocinese il clima è di fondamentale importanza per la popolazione. Data l'esistenza di un clima di tipo monsonico, il tardo arrivo o il prolungamento dei monsoni possono portare a grandi periodi di siccità o causare disastrose alluvioni. L'agricoltura dell'Indocina è particolarmente sensibile ai cambiamenti climatici (per esempio per le coltivazioni di riso). 
Il clima monsonico si sviluppa prevalentemente sulle coste. Le temperature durante l'arco dell'anno non scendono sotto ai 18 °C. Il periodo più caldo dell'anno è tra marzo e maggio (si possono superare i 40 °C). Le precipitazioni annuali sono molto abbondanti, ma confinate a pochi mesi dell'anno. Si distinguono due stagioni; quella secca e quella delle piogge. La stagione delle piogge dura tra giugno a novembre. I forti venti provenienti dall'oceano indiano portano un'alta percentuale di umidità (tra 70% e 90%), causando forti precipitazioni quando incontrano le catene montuose. Talvolta il vento soffia dalla parte occidentale (venti freddi provenienti dalla Siberia), creando delle grandi depressioni o persino dei tifoni. La stagione secca invece dura da dicembre ad aprile. Questa si può suddividere in due tipi: 
- Stagione secca e calda (da aprile a maggio).
- Stagione secca ma più fresca (da dicembre a marzo). Questo è un periodo di transizione tra la stagione delle piogge e la stagione secca vera e propria.

Nell'entroterra prevale un clima della savana. Anche questo tipo di clima è caratterizzato da due stagioni; quella umida e quella secca. La presenza di una forte escursione termica porta le temperature ad oscillare tra i 5 °C e i 40 °C. La piovosità è meno abbondante. 
I mesi delle stagioni del clima monsonico e del clima della savana possono variare da nord a sud. 
Nel sud della Thailandia il clima si può definire come clima tropicale equatoriale caratterizzato da temperature medie tra i 28 °C, abbondanti precipitazioni distribuite durante l'arco dell'anno e un'alta percentuale di umidità. Non c'è pressoché differenza di stagioni. 

## Flora
La vegetazione della regione floristica Indocinese è composta prevalentemente da foreste equatoriali e tropicali con un'alta diversità di specie.  Sono presenti anche praterie, paludi e foreste costiere.
Questa è una zona di transizione tra la regione floristica indiana e la regione floristica malese. Al sud si trovano le zone influenzate dalla Malaysia, mentre verso nord-ovest vi sono quelle influenzate dall'India con presenza di elementi boreali. 
Il territorio indocinese è uno tra i meno studiati al mondo. Uno dei motivi per la quale la comunità scientifica non ha potuto studiare la flora della regione è dovuta all'instabilità politica degli ultimi decenni. Negli ultimi anni però la situazione si è stabilizzata, permettendo così ai ricercatori di riscoprire questa regione. In alcuni paesi, come la Thailandia si stanno redigendo dei volumi descrittivi della flora. Un'altra causa per cui la vegetazione rimane poco conosciuta è la presenza di foreste primarie intatte, di cui non tutte le specie vegetali sono conosciute. La flora totale della regione è stimata essere di circa 15'000 specie, di cui almeno 1/3 è endemica. L'alta biodiversità della regione indocinese (come per l'intera ecozona Indomalese) è data dalla sopravvivenza delle piante durante le ultime grandi glaciazioni e alla posizione biogeografica situata presso l'equatore dove il clima rimane generalmente caldo e umido. 
Nelle regioni di montagna nel nord sono presenti delle foreste temperate di conifere (con dominanza del genere Pinus).
Le foreste dell'Indocina corrono un grande pericolo di estinzione. Si stima che nel sud-est asiatico la scomparsa di foreste sia più veloce che in qualunque altro luogo del pianeta e se non si metteranno in atto soluzioni per preservarne l'esistenza entro i prossimi 10 anni, queste scompariranno. Le foreste vengono distrutte per ricavarne zone agricole e zone urbane. Pure lo sfruttamento intensivo delle foreste ed il disboscamento illegale contribuiscono alla sua distruzione. Molte delle specie di alberi presenti vengono considerate come legname prezioso per uso industriale e domestico. Ad esempio in Vietnam sono circa 300 le specie di alberi sfruttate, di cui 42 categorizzate come legname prezioso. Una delle piante più presenti nel commercio è il teak.
Nell'Indocina le piante a scopo medicinale sono presenti in grande numero, circa 6'500 diverse specie. In passato, come al giorno d'oggi, le erbe medicinali hanno avuto grande importanza nella cultura indocinese, negli ultimi anni le ditte farmaceutiche e/o la comunità scientifica stanno scoprendo le proprietà terapeutiche di queste erbe, questo contribuisce al rinnovato interesse della ricerca per queste piante.
Molte famiglie come quella delle orchidee o quella delle Nepente stanno diventando sempre più rare, queste spariscono sia a causa della perdita di habitat naturale sia a causa di una tendenza nel mercato globale al collezionismo di piante ornamentali.
Nelle foreste si possono trovare relazioni mutualistiche tra specie di animali e piante. Un esempio può essere quello del pipistrello mattutino (Eonycteris spelaea) e altri chirotteri, che sono importanti pollinizzatori delle angiosperme (una delle principali piante pollinizzate dai pipistrelli è il Durian). Oppure un altro caso può essere quello del gibbone che mangiando i frutti delle piante di dipterocarpi e delle piante di fico (famiglia Moraceae)ne diffondono i semi, in cambio questi possono vivere su questi alberi e nutrirsi. Si presuppone che la sparizione di una di queste specie, avrà come conseguenza la sparizione dell'altra.

### Specie emblematiche
- Teak (Tectona grandis)
- (Coscinium fenestratum)
- (Coptis teeta)
- Palma di Betel (Areca catechu)

#### Famiglia
- Dipterocarpaceae
- Rutaceae

#### Frutti emblematici
- Banana (Musa spp.)
- Limone, arance, ecc (Citrus spp.)
- Mango (Mangifera spp)
- Mangostano (Garcinia mangostana)
- Durian (Durio zibethinus)
- Rambutan (Nephelium lappaceum)
- Longan (Dimocarpus longan)

#### Spezie
- Curcuma (Curcuma longa)
- Ginseng (Panax vietnamemsis)
- Zenzero (Zingiber officinale)

### Biomi

Biomi regno Indomalese

Nel tipo di clima tropicale equatoriale, dove le condizioni rimangono stabili durante l'arco dell'anno, si sviluppa un tipo di foresta pluviale tropicale e subtropicale. Le foreste pluviali del sud-est asiatico sono tra le più antiche foreste del mondo. Queste rappresentano il bioma con la massima diversità. Presenta una formazione vegetale arborea molto alta e densa (anche se non imponente come le foreste malesi). Le piante sono principalmente di tipo sempreverdi. Questo tipo di foreste sono presenti in piccole zone lungo tutta la regione, ma si trovano principalmente nella regione sud ed a est dell'Indocina. 
In questo tipo di foreste non esiste una specie predominante ad eccezione di quelle dove vi sono condizioni ambientali specifiche.
Le piante delle foreste non fruttificano allo stesso tempo, a causa del breve ciclo dei nutrienti del suolo, alcune di queste piante possono fruttificare in una notte, altre in 10 anni. Per via dell'aria densa, nelle giungle pochi alberi dipendono dalla pollinizzazione del vento. Spesso si trovano delle specie con un odore molto penetrante, questa strategia serve ad attirare animali ed insetti in modo che i pollini e/o i semi possano essere trasportati lontani. Esempi di questo tipo di strategia sono la Rafflesia (l'unica specie presente in Indocina è la Rafflesia kerrii) ed il Durian. 
Esistono diversi tipi di foreste pluviali presenti nella regione indocinese:
- Foreste equatoriali di bassa altitudine, con molte specie di alberi a crescita rapida e con altezze che possono raggiungere i 50 m.
- Foreste di montagna, ricche di piante vascolari. Presenti in zone meno calde.
- Foreste nebulose. Sono frequentemente e/o stagionalmente coperte di nebbia. Si trovano soprattutto nelle province montagnose cinesi ed annamite.

Fanno parte delle foreste pluviali anche le foreste stagionali con vegetazione decidua e semi-decidua. Maggiormente presenti nella regione indocinese in zone con differenza stagionale. Gli alberi degli strati superiori perdono le foglie, mentre gli strati inferiori di arbusti e alberi di piccola taglia sono prevalentemente sempreverdi. 
- Foreste umide stagionali con piante decidue e semipermanenti: presenti in zone dove le estati sono calde e umide con grandi rovesci d'acqua e gli inverni più miti.
- Foreste tropicali e subtropicali con vegetazione semi-decidua.

Le foreste monsoniche sono un particolare tipo di foresta pluviale. Le piante sono prevalentemente decidue e perdono le foglie durante la stagione secca. Le piante si sono adattate a vivere in luoghi con lunghi periodi di siccità seguiti da periodi di piogge torrenziali. Sono presenti molti tipi di liane, piante epifite, piante di bambù e alberi di teak. In Thailandia esistono 41 specie indigene di bambù i generi più importanti sono Bambusa e Gigantochloea. La fauna di queste regioni è molto ricca, sono qui che si trovano i grandi mammiferi del sud-est asiatico.
L'altro grande bioma è quello delle foreste secche (o foresta decidua secca). La vegetazione è di tipo caduca (la perdita delle foglie permette a queste piante di conservare l'acqua per lunghi periodi). Nonostante il clima secco, esistono delle piante sempreverdi, di altezza medio-bassa, questo grazie all'umidità intrappolata al suolo. 
Questo tipo di vegetazione è composto generalmente da 3 livelli:
1. Al suolo specie erbacee come le graminacee.
2. Il secondo livello è composto da arbusti e cespugli
3. In cima piante decidue.

Queste foreste sono biologicamente meno ricche delle foreste pluviali, ma offrono comunque un habitat per molti animali. Nell'Indocina questo bioma compone l'ecoregione chiamata “Foresta secca sempreverde del sud-est dell'Indocina”. Questa ricopre un'area di circa 124300 kilometri quadrati e si estende attraverso Cambogia, Laos, Thailandia e Vietnam, nelle regioni toccate dal Mekong.
Anche l'ecoregione delle “foreste secche dell'Indocina centrale”, si estende nella regione est della Thailandia e tocca Laos, Cambogia e una piccola parte del Vietnam. Questa è la regione più secca dell'Indocina con solo 1000-1500mm di pioggia per anno, è anche una regione densamente popolata. Molte delle foreste del luogo sono state distrutte per far spazio all'agricoltura o alle zone urbane. 
Savane e steppe cespugliose sono presenti nelle pianure dei differenti paesi dell'Indocina. La vegetazione è principalmente di tipo caducifoglie, ricche di graminacee. Differenti fattori sono stati fondamentali nella creazione di queste zone. Uno di questi sono le montagne che possono impedire alle piogge di raggiungere le pianure e creare lunghi mesi di stagioni secche, quindi è il deficit di acqua che crea questi biomi. Un altro elemento responsabile di questi ambienti sono gli incendi, che possono avere origini naturali (stagione secca) o origini antropologiche (i popoli rurali utilizzano gli incendi per dissodare il terreno). Quando le foreste vengono bruciate, esse fanno fatica a ricrescere, si creano quindi queste savane. Le foreste sono sensibili alla deforestazione, questo permette alle savane di prendere il sopravvento. 
Un bioma importante della regione è quello delle mangrovie. Queste “foreste” delimitano lo spazio tra le foreste pluviali e gli oceani. 
I mangrovieti si sviluppano lungo i litorali delle coste marine tropicali. Sono principalmente presenti in Asia, con una biodiversità superiore ad altri luoghi. Queste si possono trovare spesso negli estuari dei fiumi dove confluisce l'acqua dolce, sono infatti presenti lungo i delta dei grandi fiumi asiatici.
Ci sono foreste di mangrovie sparse per tutta la costa della penisola indocinese, ma al giorno d'oggi sono presenti solo a chiazze. Importanti mangrovieti sono presenti sulle isole Andamane e Nicobare. In Vietnam sono importanti le mangrovie di Can Gio e del parco nazionale U Minh Thuong. Importanti foreste di mangrovie sono presenti a Taiwan (Tamsui river a Taipei, Jhonggan River a Miaoli e la Sihcao Wetlands a Tainan). 
Queste zone rimangono immerse per lunghi periodi dalla marea. La foresta di mangrovia è costituita da fasce. Quelle esterne, sono a contatto diretto con l'acqua con alte concentrazioni di salinità. Avvicinandosi verso l'entroterra la quantità d'acqua e la concentrazione salina diminuiscono proporzionalmente. Nelle immediate vicinanze dei mangrovie crescono palme e hibiscus.
Le specie presenti nelle foreste di mangrovie sono specialmente adattate all'ambiente estremo in cui vivono. Queste sono in grado di sopravvivere in acque con una forte concentrazione di sale. L'eccesso di sale viene eliminato mediante dei sistemi specializzati che variano a seconda della specie. Un problema di queste piante è trovare il modo per riprodursi. I germogli devono riuscire a respirare in ambienti spesso coperti di acqua. Questo problema è stato risolto grazie a sistemi molto ingegnosi.
Ci sono 3 generi dominanti nelle mangrovie: Rhizophora, Xylocarpus, Sonneratias.
Le foreste di mangrovie sono considerate le “nursery degli oceani” dato che ospitano i piccoli di diverse specie acquatiche che sfruttano l'ambiente per proteggersi dai grandi predatori. Inoltre questo è ricco di nutrienti, area perfetta per svilupparsi. Le foreste di mangrovie ospitano molti animali tra cui insetti, anfibi, rettili e uccelli. Anche le scimmie o alcuni uccelli migratori visitano occasionalmente queste zone molto ricche di cibo. 

### Flora dei diversi paesi[2]

#### Birmania
Nella Birmania sono presenti sia alberi con foglie persistenti, che alberi caducifoglie. Generalmente la flora birmana è povera di specie, i maggiori esponenti sono le famiglie ed i generi delle Dipterocarpaceae, Quercus, Castanopsis, ma anche Magnoliacee. Le foreste pluviali all'estremo sud hanno una maggiore concentrazioni di piante persistenti, inoltre queste sono influenzate dalla zona malese. Il clima al nord del paese è temperato. Si trovano delle foreste di montagna con vegetazione di rododendri e conifere. Le foreste sono ricche di teak (soprattutto la specie Tectona grandis), il 75% degli alberi di teak si trova in Birmania. Alcune foreste sono caratterizzate da specie come il gurgun (Dipterocarpus tuberculatus). Nel 1988 in Thailandia è stato bandito il disboscamento, rendendo il taglio delle specie a rischio illegale, il commercio thailandese (mondiale) del legname si è quindi riverso nella Birmania, causando un forte danno alle foreste.

#### Thailandia
La Thailandia, rispetto ad altri paesi dell'Indocina presenta una flora ridotta, sono stimate 10'000 specie di piante vascolari e si stima che le foreste ricoprano il 25% del paese. La flora è molto influenzata da quella malese, il numero di specie endemiche di conseguenza non è particolarmente alto. Le foreste pluviali si trovano soprattutto a sud, ma anche in alcune zone del nord. Tipi di foreste secche sono presenti nel resto del paese. Sotto i 1'000 m solitamente si trovano foreste di dipterocarpi mentre sopra i 1'000m si trovano foreste montane. In Thailandia si trovano numerose specie di bambù, alberi da frutto e un'enorme varietà di orchidee (circa 1300 specie di orchidee selvatiche). Une delle piante più particolari della foresta pluviale è la Rafflesia (in tutta l'Indocina presente solo in Thailandia). Molte zone del paese, soprattutto nel centro, sono diventate zone di agricoltura estensiva. Le foreste di mangrovie sono confinate nelle aree costiere del sud.

#### Vietnam
Il Vietnam viene considerato come uno dei paesi con la flora più diversificata al mondo. Essa è stata stimata essere di circa 12'000 specie di piante vascolari, di cui 9'628 registrate, e circa 1000 specie endemiche. Le foreste pluviali sono presenti nelle regioni di montagna, dove sono presenti molte specie di rododendri, bambù e orchidee. Le foreste secche si trovano nella regione centrale, in alcune di queste zone dominano specie della famiglia Clusiaceae. Le mangrovie sono presenti a chiazze nelle aree costiere e lungo i delta dei fiumi. 
In passato il paese era ricoperto da rigogliose foreste, ma queste hanno subito una notevole perdita nella loro biodiversità. I motivi di questo cambiamento, soprattutto negli ultimi decenni, è stato causato da uno sfruttamento massiccio delle foreste, dal disboscamento illegale, dalla perdita degli habitat causato dalla pressione antropologica, e anche dalla guerra del Vietnam. Queste zone risentono ancora dei danni causati dalle truppe americane durante la guerra ventennale del Vietnam nella quale sono stati utilizzati potenti erbicidi. Sia la flora e che la fauna del Vietnam rimangono tuttavia molto ricche, tra il 1997 e il 2007 sono state scoperte circa 1000 nuove specie tra piante e animali.

#### Cambogia
Dei paesi del sud-est asiatico la Cambogia è uno di quelli che presenta maggiore biodiversità.
Animali come per esempio gli elefanti, le tigri e i coccodrilli (a rischio in altre zone) sono ancora numerosi in questo paese.

#### Laos
Il fiume Mekong attraversa tutto il paese, permettendo l'esistenza di molte foreste pluviali e secche, la maggior parte di queste risultano a tutt'oggi ancora inesplorate.

### Zone di interesse
Esistono alcune ecoregioni classificate dal WWF considerate come zone di interesse.
- Foreste annamite
- Foreste secche del basso Mekong
- Foreste subtropicale umide del nord dell'Indocina
- Foreste montane del Taiwan
- Foreste umide del Tenasserim
- Foreste umide della Montagna Cardamom
- Foreste umide del sud-est della Cina e Hainan.

## Fauna
La fauna indocinese è molto importante e ricca in biodiversità, essa è strettamente affine alle regioni circostanti (regione malese e regione indiana). La fauna del nord assume caratteristiche indiane, mentre quella a sud, caratteristiche malesi. Le foreste indocinesi sono dimora di grandi e piccoli mammiferi. Molti di questi animali sono endemici; come la tigre indocinese, il gibbone, etc. La ricchezza di biodiversità di questo regno è superata solo dalle foreste amazzoniche. Ancora oggi vengono scoperte nuove specie (nelle foreste annamite sono stati avvistati il coniglio striato annamita (Nesolagus timminsi) o il saola (Pseudoryx nghetinhensis).
Tuttavia la maggior parte della fauna indocinese è classificata a rischio di estinzione (solo in Thailandia sono 40 le specie di animali a rischio). Molti animali, soprattutto i grandi mammiferi sono concentrati nei parchi nazionali a causa della perdita degli habitat, del bracconaggio e altro. 

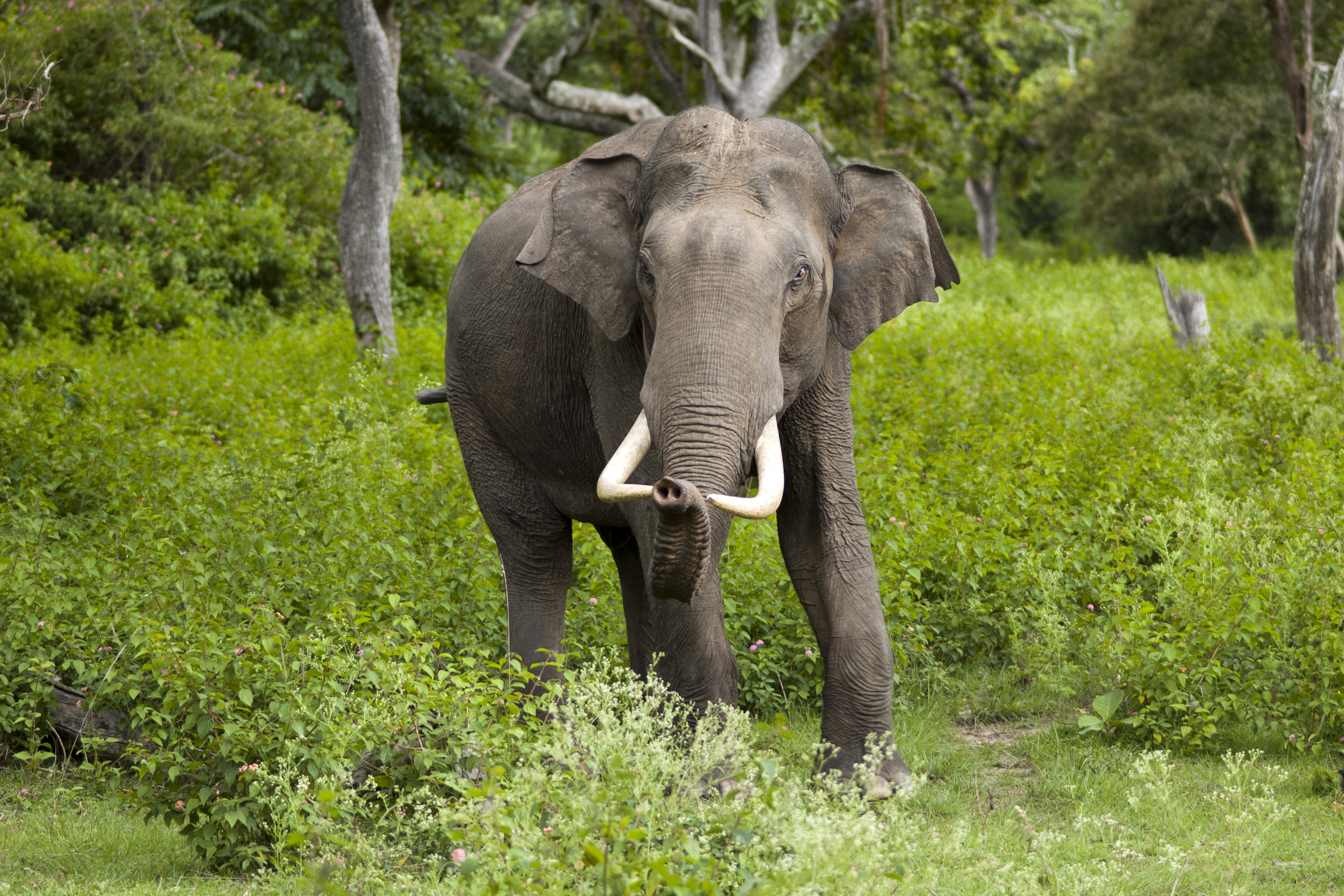
Elefante (Elephas maximus)

Alcuni animali col tempo sono stati addomesticati e usati come animali da lavoro, come il bufalo d'acqua (Bubalus bubalis), l'elefante (Elephas maximus) o il pony birmano (Equus ferus caballus).
Le acque della regione sono dimora dei pesci tropicali e dei mammiferi marini. Inoltre è anche une zona di migrazione di molti animali come lo squalo balena (Rhincodon typus). Molte specie di pesci gatto (Siluriformes) e della famiglia dei Cyprinidae sono endemici. Le specie acquatiche più particolari si trovano nei grandi fiumi dove sono stati trovati dei “pesci giganti”, come il pangasio (Pangasianodon hypophthalmus), il barbo gigante (Catlocarpio siamensis) e la pastinaca d'acqua dolce gigante (Himantura chaophraya). Dei mammiferi sono presenti il dugongo (Dugong dugon) e il delfino dell'Irrawaddy (Orcaella brevirostris). Purtroppo tutte queste specie sono a rischio a causa dell'inquinamento delle acque e della costruzione delle dighe nei grandi fiumi. 
Sono presenti numerose specie di insetti (soprattutto farfalle), rettili e anfibi, molti dei quali endemici come il Coccodrillo siamese (Crocodylus siamemsis), il gecko o alcune rane. 
L'avifauna è molto importante e diversificata, in Thailandia sono state censite circa 1000 specie tra specie residenti e migratorie. Inoltre questi paesi sono importanti perché fungono da rifugi temporanei o stop over per le specie di uccelli migratori (che seguono la rotta dalla Siberia al sud). Alcune famiglie endemiche sono Irenidae e Megalaimidae.

### Lista di alcuni mammiferi presenti nella zona, di cui alcuni endemici
- Gaur (Bos gaurus)
- Serow (Capricornis sumatraensis)
- Goral (Naemorphedus griseus)
- Muntjack (Muntiacus feae)
- Sambar indiano (Rusa unicolor)
- Ci sono molti membri della famiglia dei felini
  - Tigre indocinese (Panthera tigris corbetti)
  - Leopardo indocinese (Panthera pardus delacouri)
  - Leopardo nebuloso (Neofelis nebulosa)
  - Gatto marmorizzato (Pardofelis marmorata)
- Orso dal collare (Ursus thibetanus)
- Orso malese (Helarctos malayanus)
- Membri della famiglia Hylobatidae
  - Gibbone dalle mani bianche (Hylobates lar)
  - Gibbone dal berretto (Hylobates pileatus)
  - Gibbone dal ciuffo (Nomascus concolor)
- Alcune specie del genere Macaca
  - Macaco nemestrino settentrionale (Macaca leonina)
- Moltissimi membri della sottofamiglia dei Colobini
  - Presbite dagli occhiali (Trachypithecus obscurus)
  - Langur duca (Pygathrix nemaeus)
- Famiglia dei Lorisidi
  - Lori lento della Sonda (Nycticebus coucang)
  - Lori lento pigmeo (Nycticebus pygmaeus)
- Civetta delle palme mascherata (Paguma larvata)
- Binturong / Gatto orsino (Arctictis binturong)
- Donnola dal ventre giallo (Mustela kathiah)
- Lontra liscia (Lutrogale perspicillata)
- Tasso furetto della Cina (Melogale moschata)
- Panda rosso (Ailurus fulgens)
- Colugo della Sonda (Galeopterus variegatus)
- Tragulo maggiore (Tragulus napu)